# Гонденбрет
Гонденбрет (њем. Gondenbrett) општина је у њемачкој савезној држави Рајна-Палатинат. Једно је од 235 општинских средишта округа Ајфелкрајс Битбург-Прим. Према процјени из 2010. у општини је живјело 462 становника. Посједује регионалну шифру (AGS) 7232227.

## Географски и демографски подаци
Гонденбрет се налази у савезној држави Рајна-Палатинат у округу Ајфелкрајс Битбург-Прим. Општина се налази на надморској висини од 450 метара. Површина општине износи 23,0 km². У самом мјесту је, према процјени из 2010. године, живјело 462 становника. Просјечна густина становништва износи 20 становника/km².

## Међународна сарадња
| Мјесто | Држава    | Врста сарадње | Од    |
| ------ | --------- | ------------- | ----- |
| Ворст  | Холандија | контакт       | 1992. |
|        | Француска | партнерство   | 1962. |
| Извор  |           |               |       |